# Шамсутдинов, Мухамет Мухаррямович
Мухамет Мухаррямович Шамсутдинов (2 сентября 1927 года — 29 октября 1971 года) — танцовщик. Народный артист Башкирской АССР (1955).

## Биография
Шамсутдинов Мухамет Мухаррямович родился 2 сентября 1927 года в деревне Расмекеево Уфимского кантона, ныне Кушнаренковского района РБ.
Трудиться начал в 1943 году осветителем сцены Башкирского театра оперы и балета.
Занимался в художественной самодеятельности. В 1944—1955 годах работал артистом-танцовщиком, исполняя героико-романтические, лирические, юмористические танцы.
В 1946—1951 годах — художественный руководитель Башкирского государственного ансамбля народного танца, в 1956—1971 годах работал в Башкирской государственной филармонии.
Скончался в Уфе 30 августа 1971 года.

## Танцы
«Дружба», «Перовский», «Зарифа», «У ручья», «Мягкий шаг» — «Шыма бас».

## Награды и звания
- Орден «Знак Почёта» (8 июня 1955)
- Народный артист Башкирской АССР (1955)
- Лауреат Всемирного фестиваля молодёжи и студентов (Бухарест, 1953)